# The Lemon Bucket Orkestra
 (mars 2022).
La mise en forme du texte ne suit pas les recommandations de Wikipédia : il faut le « wikifier ».
Les points d'amélioration suivants sont les cas les plus fréquents :
- Les titres sont pré-formatés par le logiciel. Ils ne sont ni en capitales, ni en gras.
- Le texte ne doit pas être écrit en capitales (les noms de famille non plus), ni en gras, ni en italique, ni en « petit »…
- Le gras n'est utilisé que pour surligner le titre de l'article dans l'introduction, une seule fois.
- L'italique est rarement utilisé : mots en langue étrangère, titres d'œuvres, noms de bateaux, etc.
- Les citations ne sont pas en italique mais en corps de texte normal. Elles sont entourées par des guillemets français : « et ».
- Les listes à puces sont à éviter, des paragraphes rédigés étant largement préférés. Les tableaux sont à réserver à la présentation de données structurées (résultats, etc.).
- Les appels de note de bas de page (petits chiffres en exposant, introduits par l'outil «  Source ») sont à placer entre la fin de phrase et le point final[comme ça].
- Les liens internes (vers d'autres articles de Wikipédia) sont à choisir avec parcimonie. Créez des liens vers des articles approfondissant le sujet. Les termes génériques sans rapport avec le sujet sont à éviter, ainsi que les répétitions de liens vers un même terme.
- Les liens externes sont à placer uniquement dans une section « Liens externes », à la fin de l'article. Ces liens sont à choisir avec parcimonie suivant les règles définies. Si un lien sert de source à l'article, son insertion dans le texte est à faire par les notes de bas de page.
- La présentation des références doit suivre les conventions bibliographiques. Il est recommandé d'utiliser les modèles {{Ouvrage}}, {{Chapitre}}, {{Article}}, {{Lien web}} et/ou {{Bibliographie}}. Le mode d'édition visuel peut mettre en forme automatiquement les références.
- Insérer une infobox (cadre d'informations à droite) n'est pas obligatoire pour parachever la mise en page.

Pour une aide détaillée, merci de consulter Aide:Wikification.
Si vous pensez que ces points ont été résolus, vous pouvez retirer ce bandeau et améliorer la mise en forme d'un autre article.
The Lemon Bucket Orkestra est un groupe de musique canadien qui se définit comme « Balkan-Klezmer-Gypsy-Party-Punk-Super Band ». Il est basé à Toronto, en Ontario.

## Prémisses
En 2009, Mark Marczyk, fondateur du groupe, rencontre le barman et musicien Michael Louis Johnson à Toronto après son retour de Kyiv en Ukraine. Johnson présente Marczyk au groupe de gypsy-punk Worldly Savages. Marczyk rejoint l'équipe au violon. C'est lors de spectacles organisés par Worldly Savages que des membres de ce groupe, comme Tangi Ropars et Os Kar, les rejoignaient en fin de soirée pour des bœuf musicaux.
L'idée d'un groupe commun se précise lors d'une conversation entre les membres fondateurs Mark Marczyk et Tangi Ropars dans un restaurant vietnamien de Toronto.
D'autres membres rejoignent peu à peu le groupe les années suivantes, généralement après avoir vu le groupe jouer. Beaucoup de ces rencontres étaient fortuites. À l'aube de 2013, le groupe avait déjà atteint la taille de 17 membres.
Le groupe s'est aussi impliqué dans un collectif nommé Fedora Upside Down, réunissant diverses formations de Marczyk, Tangi Ropars et Dre Flak de Freeman Dre and the Kitchen Party. Ce collectif formait donc un rassemblement de groupes musicaux, d'artistes, de spectacles et de pièces de théâtre, incluant des concerts de cuivres improvisés, du forró, du flamenco, des percussions brésiliennes, du ragtime, du jazz, de la chanson originale et bien d'autres. En 2012, la journaliste Lia Grainger décrit Fedora Upside Down comment étant « un assortiment hétéroclite d'ambassadeurs culturels ».
En 2011, le groupe enregistre un EP intitulé Cheeky at CBC. Le morceau Tomu Kosa est édité en tant que single promotionnel pour cet EP. En novembre 2011, le groupe se représente à TSoundcheck, un événement organisé par l'Orchestre Symphonique de Toronto. Lemon Bucket Orchestra a également été diffusé au niveau national et international sur CBC Radio en 2011 par Gilda Salomone.

## Révélation
En 2012, alors que le groupe se rendait en Roumanie pour une tournée de trois semaines dans le pays, The Lemon Bucket Orkestra fait la une des médias (notamment CNN, CBC, Fox News et CTV). Le groupe donne alors un concert improvisé sur un vol Air Canada retardé,. Pendant son séjour en Roumanie, le groupe a fait la première partie de Taraf de Haïdouks. En rentrant au Canada, le groupe s'est de nouveau produit à bord d'un vol Air Canada retardé en Allemagne, puis à l'aéroport international Pearson de Toronto à son arrivée.
Le cinéaste torontois Justin Friesen a réalisé un court documentaire sur le groupe intitulé Let's Make Lemonade. Celui-ci remporte le prix du meilleur documentaire et le prix du choix du public au Festival du film enRoute d'Air Canada. Le film est diffusé en septembre 2012 au festival du film ukrainien de Toronto, où il fut l'un des quatre finalistes des prix au Festival du film enRoute d'Air Canada, . Le documentaire a également été diffusé sur les vols d'Air Canada de novembre 2012 à février 2013,,,.

## Albums

### Lume Lume
Fin 2012, le groupe sort son premier album complet : Lume, Lume,. Alan Cross (radiodiffuseur canadien et écrivain sur la musique) décrit l'album comme « Une caravane musicale itinérante brûlant sauvagement à travers le ciel nocturne ».  En novembre suivant, le groupe commence une tournée européenne Lume, Lume, de promotion à l'album éponyme. Il traverse alors les pays suivants : Roumanie, Serbie, République tchèque, Slovaquie, Hongrie, Macédoine et Allemagne.
À leur retour en l'Amérique du Nord, le groupe a participé en tant que musiciens à une pièce de théâtre collaborative intitulée Midwinter Night : Sacred and Profane Rituals, à club de théâtre new-yorkais La MaMa Experimental.
En septembre 2012, le groupe joué avec l'ensemble de cuivres roumain Fanfare Ciocărlia. Ils renouvelèrent l'expérience puisque cela avait amené Ciocărlia à faire un spectacle à guichets fermés à l'Opera House de Toronto le 5 juillet 2013,,.
Le 8 juillet 2013, le groupe se lance dans une troisième tournée en Europe de l'Est, visitant l'Allemagne, la Serbie, la Pologne, la Slovaquie, l'Ukraine, la Roumanie et la République tchèque. La tournée était une tournée de recherche ethnographique, dans laquelle le groupe a pu s'inspirer de nouvelles musiques et de nouvelles danses. Plusieurs des chansons apprises par le groupe lors de cette tournée se retrouvent alors sur l'album Moorka, notamment Mirsa Reel et Dimineaca Pe Recoare, toutes deux transmises au groupe par Nea Vasile şi Taraful de la Mârșa à Mârșa, en Roumanie,.
En 2012 et 2013, le groupe fait salle comble à trois reprises au Lee's Palace de Toronto : le 31 octobre 2012 lors un spectacle sur le thème d'Halloween, le 16 mars 2013 pour célébrer le troisième anniversaire du groupe et la Saint-Patrick et de nouveau le 25 mai 2013, lorsqu'ils convièrent les groupes montréalais Friends Gypsy Kumbia et Roma Carnivale,,. En 2014 et 2015, la tendance se poursuit, leurs spectacles à l'Opera House et au Lee's Palace étant régulièrement complets.
En septembre 2013, le groupe est nommé dans quatre catégories aux prix de musique folk canadienne : Artiste émergent de l'année, Groupe mondial de l'année, Album traditionnel de l'année et Groupe instrumental de l'année,,,. En 2015, il remporte le titre de Groupe mondial de l'année aux Canadian Folk Music Awards.
En février 2014, l'album Lume, Lume a été nommé pour le prix Juno dans la catégorie du meilleur album de musique du monde.
En mars 2014, le groupe a été nommé pour un Indie Award par Indie88 dans la catégorie « Artiste/groupe ou duo de musique du monde de l'année ».
Au milieu de l'année 2014, le groupe a entamé sa première tournée pancanadienne, jouant dans divers lieux en Ontario, en Nouvelle-Écosse, au Québec, en Alberta et en Colombie-Britannique,,.

### Moorka
En septembre 2014, le groupe commence à enregistrer son deuxième album complet à la suite de sa tournée pancanadienne. L'album a été enregistré dans une grange à Waterloo, en Ontario.
Entre janvier et février 2015, les membres du groupe ont pris part à un dîner-théâtre traitant du mouvement de l'Euromaïdan en cours en Ukraine. Le spectacle est notamment écrit par le leader du groupe Mark Marczyk et par Marichka Kudriavtseva. Le spectacle est intitullé Counting Sheep et sous titré A Guerrilla Folk Opera, est acclamé par la critique,.
En février, le groupe annonce la sortie de Moorka, qui sortira le 24 mars 2015.
En août 2015, le groupe remonte Counting Sheep avant de partir pour une quatrième tournée internationale du milieu à la fin 2015.
En août 2015, le groupe remonte Counting Sheep avant de se lancer dans une quatrième tournée internationale entre le milieu et la fin de l'année 2015,.
En octobre 2015, le groupe fait équipe avec un ensemble folklorique coréen Dulsori en Corée du Sud, passant trois semaines à se produire, ainsi qu'à créer et enregistrer de la musique.
À leur retour, Lemon Bucket reçoit le titre de meilleur groupe de Toronto dans le sondage annuel « Best of Toronto 2015 » de Now Magazine.
L'album Moorka a également remporté le titre de Groupe mondial de l'année aux Canadian Folk Music Awards 2015, puis nommé pour un prix Juno dans la catégorie « Album de musique mondiale de l'année ».

### If I Had the Strength
En 2018, le groupe sort son quatrième album studio, If I Had the Strength,.

## Discographie
- Cheeky – EP (2011)[52]
- Lume, Lume – LP (2012)[53]
- Moorka – LP (2015)[42]
- Counting Sheep - LP (2016)[54]
- If I Had the Strength - LP (2018)[55]
- Cuckoo - LP (2024)[56]